# Herrschaftsgericht Heinersreuth
Das Herrschaftsgericht Heinersreuth war ein Herrschaftsgericht der Familie Voit von Rieneck. Es bestand von 1816 bis 1823 und war Teil des Mainkreises.

## Geschichte
Vorläufer war im Heiligen Römischen Reich Deutscher Nation die Herrschaft Wildenstein der Familie Voit von Rieneck. Dieses gelangte 1802 an das Herzogtum Bayern und wurde 1803 im Verlauf der Verwaltungsneugliederung Bayerns durch das Patrimonialgericht Heinersreuth ersetzt, das nur noch beschränkt die Gerichtsbarkeit für sich beanspruchen konnte. Mit der Bildung des Mainkreises im Jahr 1806 wurde es diesem zugewiesen, mit der Gründung des Landgerichts Stadtsteinach und des Rentamtes Stadtsteinach unterstanden die Orte des Patrimonialgerichtes diesen Verwaltungseinheiten. Am 11. September 1816 kam es zur Bildung eines Herrschaftsgerichtes zweiter Klasse, zu der die Orte der Steuerdistrikte Grafengehaig, Heinersreuth und Presseck gehörten. Mit dem Tod des Grafen Voit von Rieneck am 29. Oktober 1823 fiel das Herrschaftsgericht an Bayern heim und wurde zum Landgericht Stadtsteinach eingezogen. Am 4. Januar 1824 wurde das Patrimonialgericht Heinersreuth gebildet, das lediglich für die freiwillige Gerichtsbarkeit zuständig war.

## Lage
Im Norden grenzte das Landgericht Naila an, im Westen das Landgericht Stadtsteinach und das Landgericht Kronach, im Osten das Landgericht Münchberg und im Süden das Herrschaftsgericht Guttenberg. Insgesamt gab es im Herrschaftsgericht Heinersreuth 33 Orte.

## Struktur

### Steuerdistrikte
Das Herrschaftsgericht Heinersreuth hatte drei Steuerdistrikte:
- Grafengehaig mit Hohenreuth, Höhhof und Seifersreuth;
- Heinersreuth mit Birken, Breiteneben, Elbersreuth, Elbersreuthermühle, Fels, Güldenstein, Köstenberg, Köstenhof, Kreuzknock, Pinzenhof, Schmölz, Schnebes und Wustuben;
- Presseck mit Fürstenhof und Lautengrund, Neumühle, Ochsengarten, Papiermühle, Petersmühle, Premeusel, Schlackenmühle, Schlackenreuth, Schlopp, Schübelsmühle, Trottenreuth, Waffenhammer und Wildenstein.

### Gemeinden
Mit dem Zweiten Gemeindeedikt (1818) wurden fünf Ruralgemeinden gebildet:
- Grafengehaig mit Hohenreuth, Höhhof und Seifersreuth;
- Heinersreuth mit Birken, Breiteneben, Elbersreuth, Elbersreuthermühle, Fels, Güldenstein, Kreuzknock, Pinzenhof, Schmölz und Wustuben;
- Presseck mit Fürstenhof und Lautengrund;
- Schlackenreuth mit Birken, Ochsengarten, Petersmühle, Rützenreuth, Schübelsmühle, Trottenreuth und Wahl;
- Wildenstein mit Neumühle, Papiermühle, Premeusel, Schlackenmühle, Schlopp und Waffenhammer.